# Elecciones presidenciales de Chipre de 2003
Las elecciones presidenciales de Chipre de 2003, llevadas a cabo el 16 de febrero de 2003, fueron dominadas por el ámbito de las negociaciones del Plan Annan para la reunificación de la República de Chipre con la República Turca del Norte de Chipre. El presidente incumbente, Glafcos Clerides, intentó acceder a un tercer mandato, lo que lo hubiera llevado a estar dieciséis años en el poder, tratando de utilizar el plan a su favor. Sin embargo, Tassos Papadopoulos logró la victoria luego de centrar su campaña en intentar negociar algunos cambios del plan que desagradaban a la población grecochipriota, obteniendo mayoría absoluta con el 51% de los votos. La participación electoral fue del 90.5%.

## Candidatos
El 3 de enero de 2003, Glafcos Clerides anunció que se presentaría a la reelección para un tercer mandato, a pesar de que anteriormente había dicho que no lo haría. Clerides, elegido en 1993 y reelegido en 1998, afirmó que se presentaba a una reelección que lo llevaría a estar dieciséis años en el poder, con el fin de completar el Plan Annan que llevaría a un acuerdo con la República Turca del Norte de Chipre y, por lo tanto, a la reunificación de la isla. Clerides llamó a todos los partidos políticos a un gobierno de unidad nacional para manejar dicha situación, pero no se pudo llegar a un acuerdo, y sus oponentes lo rechazaron.
Tassos Papadopoulos, del Partido Democrático (o DIKO) se presentó entonces como el principal contrincante para Clerides. Papadopoulos acusó a Clerides de "venderse" a los turcochipriotas, y era conocido por su nacionalismo y su postura endurecida con la ocupación militar del norte de la isla. Papadopulos fue respaldado por el mayor partido de Chipre, el comunista Partido Progresista del Pueblo Obrero (o AKEL), y era considerado el candidato favorito antes de que Clerides anunciara que se presentaría de nuevo.
La campaña de Clerides se vio afectada cuando su principal colaborador, Alecos Markides, presentó su candidatura como independiente. Markides basó su campaña alegando que Chipre necesitaba un liderazgo joven, en contraposición con Clerides, que ya tenía ochenta y tres años de edad. Su candidatura fue más bien vista como una ventaja para Papadopoulos, porque todo lo que hizo fue dividir un poco más a los votantes de derecha del país.
Otros siete candidatos participaron en la elección entre ellos uno, Costas Kyriacou, que hizo campaña a favor del amor libre.

## Resultados
| Candidate                            | Party                    | Votes   | %     |
| ------------------------------------ | ------------------------ | ------- | ----- |
| Tassos Papadopoulos                  | DIKO/AKEL                | 213,353 | 51.51 |
| Glafkos Clerides                     | Agrupación Democrática   | 160,724 | 38.80 |
| Alecos Markides                      | Independiente            | 27,404  | 6.62  |
| Nicos Koutsou                        | Nuevos Horizontes        | 8,771   | 2.12  |
| Costas Kyriacou                      | Independiente            | 1,840   | 0.44  |
| Andreas Efstratiou                   | Independiente            | 606     | 0.15  |
| Adamos Katsantonis                   | Independiente            | 558     | 0.13  |
| Christos Iosifides                   | Independiente            | 391     | 0.09  |
| Georgios Mavrogenis                  | Independiente            | 337     | 0.08  |
| Pantelis Sofokleous                  | Independiente            | 209     | 0.05  |
| Votos en blanco/anulados             | Votos en blanco/anulados | 17,497  | –     |
| Total                                | Total                    | 431,690 | 100   |
| Fuente: results.elections.moi.gov.cy |                          |         |       |